# Mi vida eres tú (álbum)
Mi vida eres tú es el título del noveno álbum de estudio grabado y realizado por la banda mexicana de música romántica y grupera Los Temerarios, Fue lanzado al mercado por la empresa discográfica Disa Records el 4 de febrero de 1992. El álbum fue nominado al Premio Lo Nuestro al Mejor Álbum Regional Mexicano del año en la 5ª. edición de Premios Lo Nuestro en el año 1993 perdiendo ante Estás tocando fuego (1991) de La Mafia y Entre a mi mundo (1992) de Selena, respectivamente.

## Lista de canciones
- Todas las canciones escritas y compuestas por Adolfo Ángel Alba, excepto donde se indica.

| Mi vida eres tú |                           |                    |          |  |
| N.º             | Título                    | Escritor(es)       | Duración |  |
| 1.              | «Mi vida eres tú»         | Adolfo Ángel Alba  | 4:10     |  |
| 2.              | «Por primera vez»         | Gustavo Ángel Alba | 3:23     |  |
| 3.              | «Yo te amo»               | Adolfo Ángel Alba  | 3:30     |  |
| 4.              | «Fuiste mala»             | Adolfo Ángel Alba  | 3:14     |  |
| 5.              | «Perdóname»               | Adolfo Ángel Alba  | 3:47     |  |
| 6.              | «Extrañándote»            | Adolfo Ángel Alba  | 3:47     |  |
| 7.              | «A quién quieres engañar» | Adolfo Ángel Alba  | 4:13     |  |
| 8.              | «O él o yo»               | Adolfo Ángel Alba  | 3:30     |  |
| 9.              | «Esa mujer»               | Gustavo Ángel Alba | 3:14     |  |
| 10.             | «Aléjate»                 | Adolfo Ángel Alba  | 3:06     |  |

## Créditos y personal

### Los Temerarios
- Gustavo Ángel Alba: Guitarrista, compositor y primera voz.
- Adolfo Ángel Alba: Teclados, compositor, segunda voz y director musical.
- Fernando Ángel González: Bajo
- Mario Alberto Ortiz "El Tucán": Batería
- Carlos "Charly" Abrego: Percusiones

### Producción
- Mario Alanis — mezcla.
- Gustavo Ángel Alba — compositor.
- Maggie Vera — dirección.
- Adriana Rebold — directora artística, diseñadora gráfica.
- Carlos Anadon — fotografía.
- Noe G. Garza — diseño.

## Posicionamiento en las listas
| Lista (1992/1993)                      | Máxima posición |
| -------------------------------------- | --------------- |
| U.S. Billboard Regional/Mexican Albums | 1               |
| U.S. Billboard Top Latin Albums        | 49              |

### Sucesión y posicionamiento
| Predecesor: Mazz Live-Una noche juntos de Mazz | U.S. Billboard Regional/Mexican Albums — Álbum N.º 1 7 de marzo de 1992 - 20 de marzo de 1992 | Sucesor: Estás tocando fuego de La Mafia |

## Certificaciones
| País           | Organismo certificador | Certificación    | Simbolización | Fecha de certificación | Ref.  |
| -------------- | ---------------------- | ---------------- | ------------- | ---------------------- | ----- |
| Estados Unidos | RIAA                   | Oro (latino)     |               | 1 de junio de 2009     | [ 2 ] |
| Estados Unidos | RIAA                   | Platino (latino) |               | 1 de junio de 2009     | [ 2 ] |